# Melissodes apicata
Melissodes apicata är en biart som beskrevs av Lovell och Cockerell 1906. Melissodes apicata ingår i släktet Melissodes och familjen långtungebin. Inga underarter finns listade i Catalogue of Life.